# Karl Axmacher
Karl Axmacher (* 2. Juni 1874 in Düsseldorf; † 1952 ebenda) war ein deutscher Maler der Düsseldorfer Schule.

## Leben
Axmacher wurde als zweitältestes Kind von Hugo Axmacher (1843–1934) und dessen Frau Wilhelmine Caroline (1842–1909) geboren. Nach dem Besuch des Realgymnasiums (1880–1889) studierte er an der Düsseldorfer Kunstakademie (1890–1897) bei Heinrich Lauenstein, Hugo Crola, Peter Janssen und Adolf Schill und bildete sich anschließend in Brüssel (1898) und Paris (1905) weiter aus. Sein bevorzugtes Genre war das Porträt.
Mit Patent vom 9. Oktober 1898 zum Leutnant der Reserve beim Füsilier-Regiment 39 befördert, wurde er 1906 Oberleutnant d.R. und zu den Reserveoffizieren bei Train-Bataillon 8 versetzt. Im Frühjahr 1914 zum Rittmeister d.R. befördert, nahm er am Ersten Weltkrieg teil.